# 戈爾巴奇 (普斯托梅特區)
49°35′43″N 23°54′31″E / 49.59528°N 23.90861°E
戈爾巴奇（烏克蘭語：Горбачі），是烏克蘭西部的村莊，隸屬利維夫州的利維夫區。該村面積1.86平方公里，海拔高度270米，2001年人口753，人口密度每平方公里404.84人。